# Sosna Thunberga
Sosna Thunberga (Pinus thunbergii Parlatore) – gatunek drzewa z rodziny sosnowatych (Pinaceae). Sosna Thunberga występuje w stanie dzikim w północnej Azji, Japonii i Korei. Powszechnie sadzona w USA ze względu na odporność na zasolenie i smog. W Polsce rzadko spotykana, przeważnie w arboterach lub ogrodach botanicznych. Ze względu na duże zanieczyszczenia powietrza populacje rosnące blisko miast koreańskich zagrożone są wyginięciem.

## Morfologia

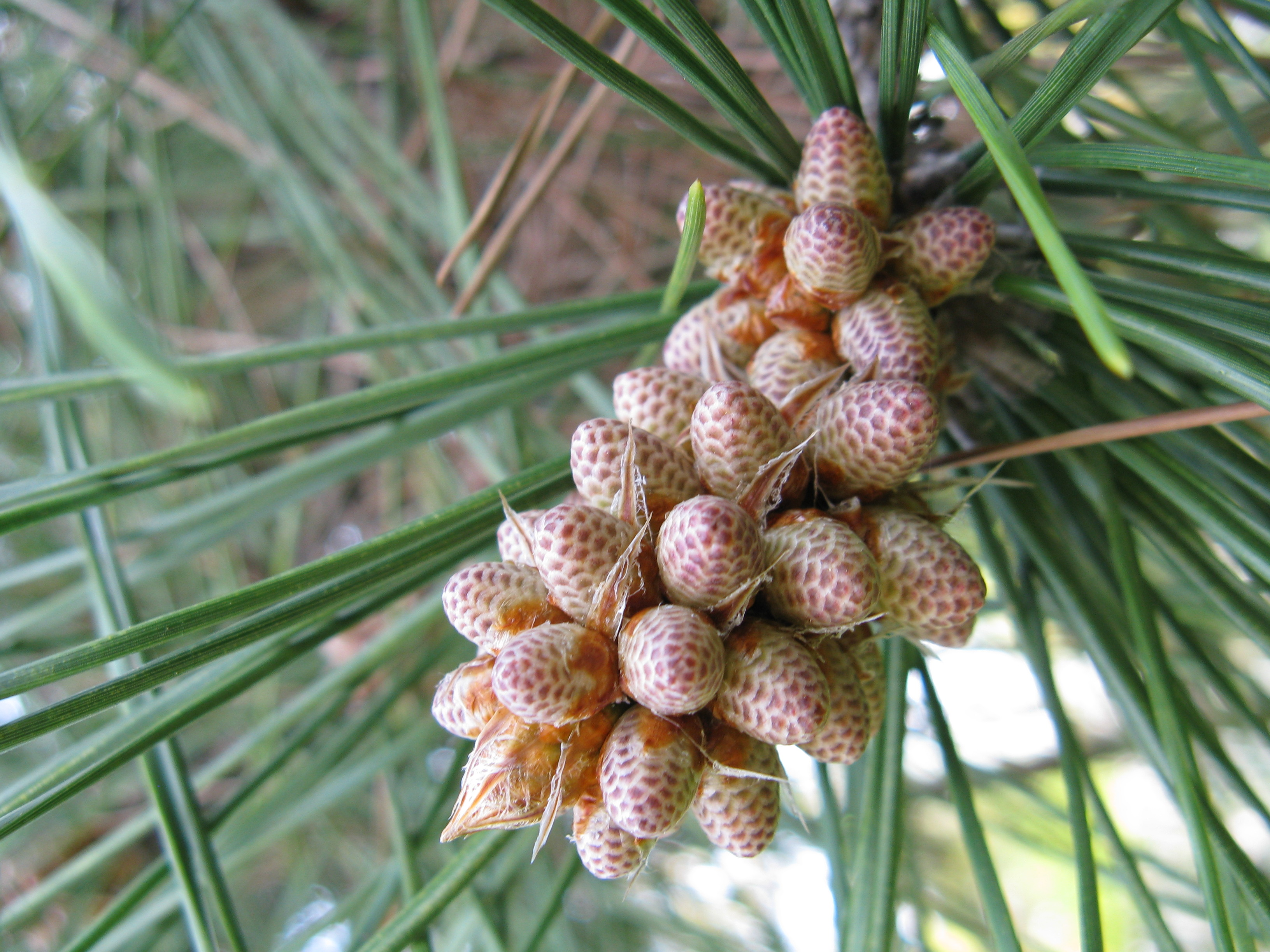
Szyszki męskie

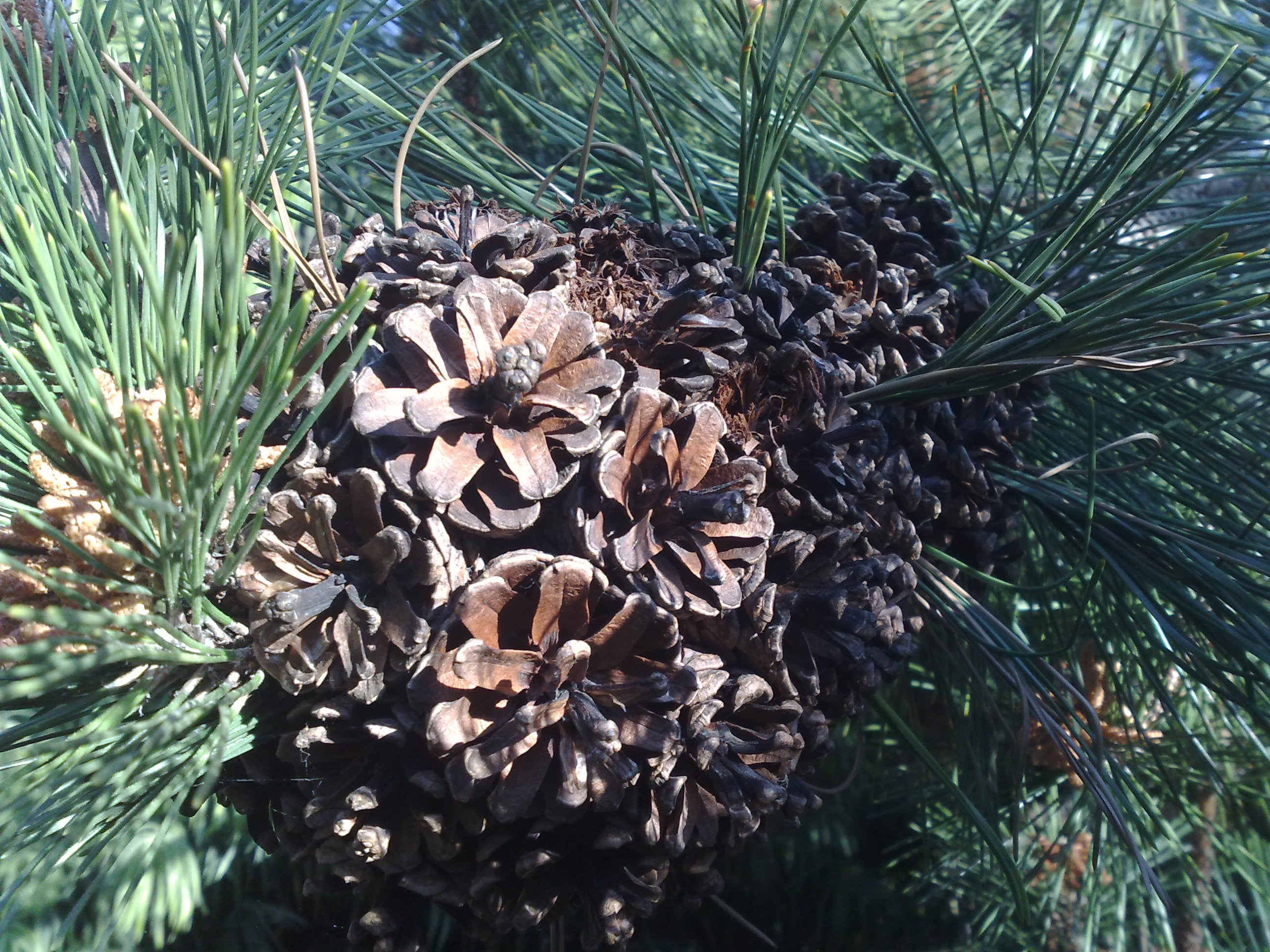
Szyszki nasienne

PokrójDrzewo wiecznie zielone. Korona zaokrąglona lub nieregularnie stożkowata.
PieńOsiąga 40 m wysokości. Obwód pnia do 3 m. Kora ciemnoszara i łuskowata, z podłużnymi pęknięciami.
LiścieIgły zebrane w pęczki po 2, długości do 15 cm, szerokości 0,7–1,2 mm, ostro zakończone, grube i sztywne, ciemnozielone. Igły pozostają na drzewie przez dwa, trzy lata.
SzyszkiSzyszki męskie są żółte, żeńskie początkowo fioletowo-czerwone. Szyszki żeńskie osiągają 6 cm długości i 4 cm średnicy, jasnobrązowe, rosną pojedynczo lub w grupach. Łuski nieliczne, po otwarciu odstające niemal pod kątem prostym. Nasiona od ciemnobrązowych po czarne, o długości 6 mm, z wyraźnym skrzydełkiem długości 12–16 mm.

## Biologia i ekologia
Drzewo jednopienne.
Rośnie na łagodnych, niskich wzgórzach, razem z wieloma innymi drzewami, w tym wiązem, jesionem i jodłą. Jest dominującą sosną na obszarach od wybrzeży do wysokości 1000 m n.p.m. Preferuje wilgotny klimat umiarkowany. Średnie temperatury letnie wynoszą od 24° do 29 °C. Toleruje zasoloną wodę, dzięki czemu może rosnąć na nadbrzeżnych piaskach. Wytrzymuje krótkotrwałe susze. 

## Systematyka
Pozycja gatunku w obrębie rodzaju Pinus:
- podrodzaj Pinus
  - sekcja Pinus
    - podsekcja Pinus
      - gatunek P. thunbergii

Sosna Thunberga prawdopodobnie jest blisko spokrewniona z sosną czarną i Pinus hwangshanensis.

## Zagrożenia
Roślina umieszczona przez międzynarodową organizację IUCN w Czerwonej księdze gatunków zagrożonych w grupie gatunków niższego ryzyka (kategoria zagrożenia: LC).

## Zastosowanie
- Drzewo ozdobne – chętnie sadzona w ogrodach japońskich i przydomowych ogródkach. Wykorzystywana do formowania drzewek Bonsai.
- Ze względu na odporność na zasolenie gleby często sadzona przy drogach na terenie USA.